# George W. Cook

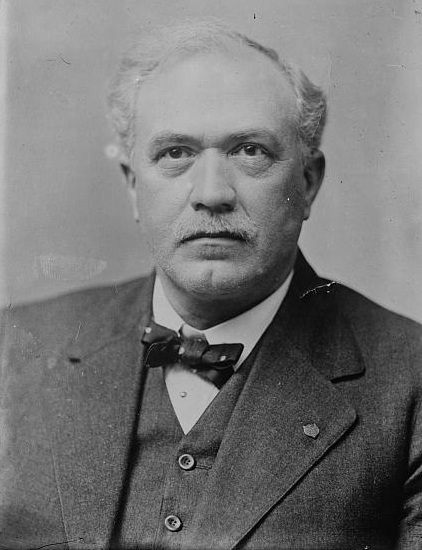
George W. Cook

George Washington Cook (* 10. November 1851 in Bedford, Lawrence County, Indiana; † 18. Dezember 1916 in Pueblo, Colorado) war ein US-amerikanischer Politiker.
Cook lief im Alter von elf Jahren von zu Hause fort und schloss sich dem 15. Regiment der Indiana Volunteer Infantry der Unionsarmee an. Dort diente er als Trommler. Später wurde in das 145. Regiment der Indiana Volunteer Infantry versetzt und diente als Chief Regimental Clerk. Nach dem Ende des Sezessionskrieges besuchte Cook die Bedford Academy und studierte an der Indiana University in Bloomington. 1880 zog er nach Chicago und arbeitete bei der Louisville, New Albany & Chicago Railway. Noch im selben Jahr zog Cook nach Leadville im Bundesstaat Colorado und wurde dortiger Abteilungsleiter der Denver & Rio Grande Railroad. 1885 bis 1887 bekleidete Cook das Amt des Bürgermeisters der Stadt. 1888 zog er schließlich nach Denver, wo er für die Colorado Fuel & Iron Co. arbeitete. Ab 1893 wurde er im Bergbau tätig.
Cook wurde als Republikaner in den 60. Kongress gewählt und vertrat dort vom 4. März 1907 bis zum 3. März 1909 den Bundesstaat Colorado im Repräsentantenhaus der Vereinigten Staaten. 1908 stand er nicht für eine erneute Nominierung zur Verfügung. Stattdessen widmete sich Cook nach Ablauf seiner Amtszeit wieder dem Bergbau in Colorado. 1916 starb er in Pueblo und wurde auf dem Fairmount Cemetery in Denver beigesetzt.